# Mahón
Mahón (katalánul: Maó) város Spanyolországban, a Baleár-szigeteken. Menorca központja, és legnagyobb városa. Mahón Es Mercadal, Alaior, Es Castell és Sant Lluís községekkel határos. Lakosainak száma 30 419 fő (2024).

## Népesség
A település népessége az elmúlt években az alábbi módon változott:
| Lakosok száma | 23 993 | 26 536 | 27 893 | 29 125 | 28 942 | 28 460 | 28 099 | 29 040 | 29 578 | 30 419 |
|               | 2001   | 2004   | 2006   | 2009   | 2011   | 2014   | 2016   | 2019   | 2021   | 2024   |